# Södra Finnskoga landskommun
Södra Finnskoga landskommun var en tidigare kommun i Värmlands län.

## Administrativ historik
Kommunen inrättades i Södra Finnskoga socken i Älvdals härad i Värmland när 1862 års kommunalförordningar trädde i kraft den 1 januari 1863.
Gränsen mellan kommunerna Södra Finnskoga, Norra Finnskoga och Dalby var till en början mycket obestämd på grund av de många enklaver som tillhörde Dalby landskommun men låg inom någon av de två andra kommunernas område. Genom regeringsbeslut den 31 december 1890 befalldes befallningshavande i Värmlands län att skapa en särskild skattläggning av de berörda ägorna tillhörande Dalby landskommun, och om lösande av oregelbundenheten i administrativa indelningen. Enligt beslut den 6 september 1905 godkände kunglig majestät ett upprättat förslag om skattläggning av de berörda ägorna och förordnade en överföring från Dalby till Södra Finnskoga av 14 särskilda hemmansdelar, utgörande 2 2590/11520 mantal.
Den 1 januari 1946 (enligt beslut den 9 mars 1945) skedde ytterligare en reglering av gränsen mellan de tre kommunerna. Då överfördes från Södra Finnskoga landskommun och församling till Norra Finnskoga landskommun och församling obebodda delar av hemmanen Norra Persby, Kärrbackstrand och Skyllbäck omfattande en areal av 9,58 km², varav 9,00 km² land. I motsatt riktning, från Norra Finnskoga till Södra Finnskoga överfördes obebodda delar av hemmanet Gunneby omfattande en areal av 1,03 km², varav 0,95 km² land. Samtidigt överfördes från Södra Finnskoga landskommun och församling till Dalby landskommun och församling delar av hemmanen Uggenäs, Norra Branäs, Vingäng, Stommen, Lillbergsgården och Gunneby med 4 invånare och omfattande en areal av 21,33 km², varav 20,05 km² land, och i motsatt riktning - från Dalby till Södra Finnskoga - obebodda delar av hemmanen av Södra Branäs, Norra Branäs, Galåsen och Gunneby omfattande en areal av 5,21 km², varav 4,73 km² land.
Vid kommunreformen 1952 uppgick den i Finnskoga-Dalby landskommun som 1974 uppgick i Torsby kommun.

### Kyrklig tillhörighet
I kyrkligt hänseende tillhörde kommunen Södra Finnskoga församling.

## Areal
Södra Finnskoga landskommun omfattade den 1 januari 1946 en areal av 608,15 km², varav 588,43 km² land.

## Politik

### Mandatfördelning i Södra Finnskoga landskommun 1938-1946
| 5 | 10 | 2 | 3 |

| 20 |

| 4 | 13 | 3 |

| 20 |

| 6 | 12 | 2 |

| 18 |